# Fimbulthul Catena
La Fimbulthul Catena è una struttura geologica della superficie di Callisto.